# Epicykloida

Vznik epicykloidy kotálením

Epicykloda s celým a epicykloida s racionálním poměrem poloměrů

Epicykloida je pojem z oboru geometrie, který označuje křivku vzniklou jako trasa pevně zvoleného bodu kružnice, která se kotálí kolem druhé kružnice. Pro její podobu jsou zásadními parametry poloměry oněch kružnic.

## Parametrické vyjádření
Označíme-li velikost pohyblivé křivky {\displaystyle r} a velikost poloměru pevné křivky {\displaystyle R=kr}, pak při umístění počátku souřadné soustavy do středu pevné kružnice můžeme epicykloidu popsat rovnicemi
{\displaystyle x(\theta )=(R+r)\cos \theta -r\cos \left(\left(1+{\frac {R}{r}}\right)\theta \right)}
{\displaystyle y(\theta )=(R+r)\sin \theta -r\sin \left(\left(1+{\frac {R}{r}}\right)\theta \right).}

## Podoba
Pokud je výše definované {\displaystyle k} celé číslo, tedy se vnější kružnice po {\displaystyle k} otočkách vrátí přesně do výchozího stavu, má epicykloida právě {\displaystyle k} hrotů, kde nemá derivaci.
Je-li {\displaystyle k} racionální číslo vyjádřitelné v základním tvaru jako {\displaystyle k=p/q}, pak má právě {\displaystyle p} hrotů.
Pokud je {\displaystyle k} iracionální číslo, pak se epicykloida dotkne obíhané kružnice pokaždé v jiném bodě a tyto body tvoří hustou množinu.
Zvláštními pojmenovanými případy epicykloidy jsou:
- kardioida neboli srdcovka, která má poloměry obou kružnic stejné.
- nefroida, která má poloměr vnitřní kružnice dvojnásobný oproti kružnici vnější.